# 굴봉산 (서울)
굴봉산(窟峰山)은 대한민국 서울특별시 구로구 천왕동·항동·오류2동에 걸쳐 있는 산으로 굴이 있어 붙여진 이름으로 145.6m·143m·105m의 세 봉우리가 나란히 솟아 있으면서 그 능선으로 동 간의 경계를 이루고 있어 삼각산이라고도 부른다.

## 위치
굴봉산은 높이는 145.6m이다. 구로구 천왕동과 항동에 걸쳐 있는 굴봉산은 도시계획에 의해 1971년 8월 6일 미시설 도시 자연 공원인 천왕공원(天旺公園)으로 지정[건설부고시 제465호]되었다. 공원 지역은 구로구 오류동 산25번지 일대 53필지 58만 7860m2를 대상으로 하였다. 천왕공원은 1977년 7월 9일 건설부고시 제138호로 최종 결정고시 되었다. 현재 천왕공원에는 옹달샘 한 곳이 있으며, 연인원 25만 1000명이 이용하고 있다.
염주봉과 개웅산 일대는 도시계획에 의해 1971년 8월 6일 미시설 근린공원인 오류공원(梧柳公園)으로 지정[건설부고시 제465호]되었다. 공원 지역은 구로구 오류동 산13번지 일대 9필지 39만 3440m2를 대상으로 하였다. 오류공원은 1979년 2월 21일 서울특별시고시 제79호로 지적고시 되었다. 현재 오류공원에는 1km의 산책로와 옹달샘 두 곳이 있으며, 연인원 15만 명이 이용하고 있다.
굴봉산의 북쪽 한 구릉으로 72m 봉우리 두 개로 이루어진 구로구 항동 산12번지 일대 9필지 6만 8500m2는 도시계획에 의해 1971년 8월 6일 미시설 근린공원인 항동공원(航洞公園)으로 지정[건설부고시 제465호]되었다. 항동공원은 1977년 2월 21일 서울특별시고시 제79호로 지적고시 되었다. 현재 항동공원은 연인원 7만 3천 명이 이용하고 있다. 구로구 항동은 거의 모든 지역이 풍치 지구로 지정되어 있었기 때문에 과거 개발이 불가하였으나 그린벨트 해제 이후인 1990년 3월 무렵부터 주거 환경 개선에 착수할 수 있게 되었다고 한다.

## 전해오는 이야기
구로구 천왕동과 항동 사이에 세 봉우리로 형성된 삼각산은 서울의 진산인 삼각산 곧 북한산과도 이름이 같다.북한산의 남서쪽 자락에는 인왕산이 있는데, 여기서 북한산인 삼각산과 인왕, 그리고 구로구의 삼각산과 천왕은 일련의 관계가 성립되어 있음을 알 수 있다. 인왕의 ‘인(仁)‘은 하늘처럼 크다는 뜻으로 ‘천(天)’으로 바꾸어 놓으면 천왕이 되기 때문이다. 곧 서울의 진산인 삼각산과 그 남서쪽의 인왕산을 축소시킨 것이 구로구의 삼각산과 천왕동이 되었다고 전해진다.

## 주변환경
구로구 항동과 천왕동의 경계에는 굴봉산, 오류2동과 개봉3동의 경계를 이루는 개웅산있는데 굴봉산은 구로구 천왕동의 서쪽 경계를 이루며, 남북 방향으로 길게 뻗어 경기도 부천시 옥길동과 경계가 되는 건지산(乾芝山, 134m)으로 이어진다. 구로구 천왕동 북동쪽 귀퉁이에는 염주봉[131m, 연지봉]이 개봉동과 경계를 이루며 솟아 있다.
굴봉산의 동쪽에는 염주봉으로 이어지는 천왕고개가 있으며, 천왕동 개화천 서쪽에는 높이 36.5m의 둥근 형태의 산이 있다. 굴봉산의 남쪽에는 건지산이 있다. 건지산은 동서 방향으로 산등성이가 형성되었으며, 인근 산지에서 내려오는 물줄기는 항동저수지에 모인다. 건지산의 남서쪽으로 항동 가운데를 지나는 개울 건너 경기도 부천시와 경계를 이루는 몰미산이 ‘ㄷ’자 모양으로 뻗어 있다. 굴봉산의 북쪽으로는 뒷매봉(54m)이 굴봉산과 맞닿아 서쪽으로 뻗쳐서 구로구 오류동과 경계를 이루고 있다.

## 같이 보기
- 오류동역